# Крістіан фон Неттельбладт (Старший)
Крістіа́н фон Неттельбла́дт (нім. Christian von Nettelbladt; 2 жовтня 1696 — 12 серпня 1775) — німецький юрист, фрайгер, професор, доктор наук. Представник німецького роду Неттельбладтів. Народився у Стокгольмі, Швеція. Син ростоцького купця Каспара Неттельбладта та Анни-Доротеї. Навчався у Ростоцькому університеті. Брав участь у роботі Брауншвейзької конференції (1720). Професор (1724) і ректор Грайфсвальдського університету (1733). Кавалер шведського Ордену Полярної зірки (1746), нобілітований. Помер у Ветцларі, Священна Римська імперія.

## Імена
- Крістіа́н фон Неттельбла́дт (нім. Christian von Nettelbladt) — німецьке ім'я.
- Крістіа́н Неттельбла́тт (нім. Christian Nettelblatt) — альтернативний запис.[2]
- Крістіа́н фон Неттельбла́ (швед. Christian von Nettelbla) — шведське ім'я.[3]
- Христофо́р Неттельбла́тт (рос. Христофор Неттельблатт) — у російських джерелах.[4]

## Біографія

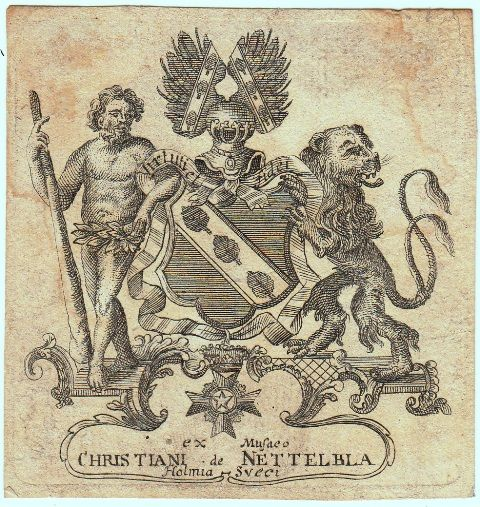
Герб Неттельбладта після нобілітації

Крістіан фон Неттельбладт народився 2 жовтня 1696 року в Стокгольмі, Швеція.
Вивчав правознавство у Ростоцькому університеті.
1720 року у складі шведського посольства брав участь у роботі Брауншвейзького мирного конгресу.
1724 року шведський король Фредерік I призначив Неттельбладта професором права Грайфсвальдського університету. Неттельбладт захистив ступінь доктора у Гронінгенському університеті, а 1729 року був прийнятий у члени Упсальського королівського товариства наук.
1773 року Неттельбладт став ректором Грайфсвальдського університету. Від 1734 року він був ад'юнктом Грайфсвальдської консисторії, яку очолив 1736 року.
1743 року Неттельбладт був призначений асесором Імперського камерального суду у Ветцларі.
1746 року шведський уряд нагородив Неттельбладта орденом Полярної зірки, який надавав шляхетські права, а 1762 року надав титул фрайгера. Гербом Неттельбладта став червоний щит зі срібним перев'язом, на якому три зелені листочки.
1774 року Неттельбладта звинуватили у корупції й звільнили з усіх посад.
Крістіан фон Неттельбладт помер розореним 12 серпня 1775 року у Ветцларі, Священна Римська імперія.

## Праці
- Fasciculus rerum Curlandicarum (Rostock, 1729)
- Anecdota Curlandiae praecipue territorii et episcopatus Piltensis (Leipzig, 1736).
- Nettelbladt, C.; Nettelbladt, K. Nexus Pomeraniae cum S. R. G. Imperio, oder Versuch einer Abhandlung von der Verbindlichkeit Pommerschen Landen, sonderlich Königlich-Schwedischen Antheils, mit dem Heilig-Römisch-Teutschen Reich. Frankfurt am Main: Garbe, 1766.  [Архівовано 13 листопада 2020 у Wayback Machine.]
- Nettelbladt, C.; Nettelbladt, K. Vorläufige kurzgefaßte Nachricht von einigen Klöstern der H. Schwedischen Birgitte auserhalb Schweden besonders in Teutschland. Frankfurt-Ulm, 1764.  [Архівовано 13 листопада 2020 у Wayback Machine.]

## Сім'я
- Батько: Каспар Неттельбладт (1658—1726), торговець з Ростоку[5].
- Матір: Анна-Доротея (1652—1732)[5].

## Нагороди
- Орден Полярної зірки (1746, Швеція)[5]